# イワクラホーム
イワクラホーム株式会社は、北海道札幌市に本社を置く住宅メーカーである。

## 概要
2×4工法の住宅を専門に、北海道を中心に注文住宅の販売・施工を行っている。2×4工法において、北海道で建築実績第1位となっている。主な商品はNOAH+、Laffeel、Granwood。親会社である株式会社イワクラは、かつてアイスホッケーで名を馳せた岩倉組が前身企業。伊藤忠商事と株式会社イワクラとの合弁企業として設立。札幌市中央区と室蘭市で、ビジネスホテル「ホテルニューバジェット」を経営している。
2007年（平成19年）になり当時北海道日本ハムファイターズの森本稀哲選手を企業イメージキャラクターに採用。

## 加入団体
- 社団法人北海道宅地建物取引業協会
- 社団法人日本ツーバイフォー建築協会（副会長） など

## グループ企業
- 株式会社イワクラ（旧・岩倉組）
- 伊藤忠商事
- 岩倉建設
- 岩倉商事
- イワクラゴールデンホーム（住宅メーカー、愛知県名古屋市）